# Französische Rugby-Union-Meisterschaft 2010/11
Die Saison 2010/11 war die 112. Austragung der französischen Rugby-Union-Meisterschaft (französisch Championnat de France de rugby à XV). Sie umfasste 14 Mannschaften in der obersten Liga Top 14 und 16 Mannschaften in der zweithöchsten Liga Pro D2.

## Top 14
Die reguläre Saison der Top 14 umfasste 26 Spieltage (je eine Vor- und Rückrunde). Sie begann am 13. August 2010 und dauerte bis zum 7. Mai 2011. Die zwei bestplatzierten Mannschaften qualifizierten sich direkt für das Halbfinale und trafen dort auf die Gewinner der Viertelfinalspiele, die zwischen den Dritt- bis Sechstplatzierten ausgetragen wurden. Im Endspiel, das am 4. Juni 2011 im Stade de France in Saint-Denis stattfand, trafen die zwei Halbfinalsieger aufeinander und spielten um den Bouclier de Brennus. Dabei setzte sich Stade Toulousain gegen Montpellier Hérault Rugby durch und errang zum 18. Mal den Meistertitel. Atlantique Stade Rochelais und der CS Bourgoin-Jallieu mussten in die Pro D2 absteigen.

### Tabelle
M = Amtierender Meister

A = Aufsteiger
|     | Team                           | Spiele | Siege | Unent. | Ndlg. | Spiel- punkte | Diff. | Bonus- punkte | Tabellen- punkte |
| --- | ------------------------------ | ------ | ----- | ------ | ----- | ------------- | ----- | ------------- | ---------------- |
| 01. | Stade Toulousain               | 26     | 17    | 1      | 8     | 664:485       | + 179 | 12            | 82               |
| 02. | Racing Métro 92                | 26     | 16    | 2      | 8     | 674:549       | + 125 | 10            | 78               |
| 03. | Castres Olympique              | 26     | 16    | 1      | 9     | 617:487       | + 130 | 10            | 76               |
| 04. | ASM Clermont Auvergne (M)      | 26     | 15    | 0      | 11    | 600:445       | + 155 | 12            | 72               |
| 05. | Biarritz Olympique             | 26     | 15    | 1      | 10    | 647:571       | + 76  | 10            | 72               |
| 06. | Montpellier Hérault Rugby      | 26     | 15    | 1      | 10    | 602:495       | + 107 | 10            | 72               |
| 07. | Aviron Bayonnais               | 26     | 16    | 0      | 10    | 569:508       | + 61  | 7             | 71               |
| 08. | RC Toulon                      | 26     | 15    | 0      | 11    | 559:469       | + 90  | 10            | 70               |
| 09. | USA Perpignan                  | 26     | 13    | 3      | 10    | 538:543       | − 5   | 5             | 63               |
| 10. | SU Agen (A)                    | 26     | 11    | 1      | 14    | 534:677       | − 143 | 5             | 51               |
| 11. | Stade Français                 | 26     | 10    | 1      | 15    | 562:614       | − 52  | 7             | 49               |
| 12. | CA Brive                       | 26     | 8     | 2      | 16    | 495:578       | − 83  | 10            | 46               |
| 13. | Atlantique Stade Rochelais (A) | 26     | 6     | 1      | 19    | 476:673       | − 197 | 7             | 33               |
| 14. | CS Bourgoin-Jallieu            | 26     | 2     | 0      | 24    | 379:822       | − 443 | 3             | 6 *              |

* Die Ligue nationale de rugby bestrafte die CS Bourgoin-Jallieu aufgrund nicht eingehaltener finanzieller Vorgaben mit einem Abzug von fünf Punkten.
Die Punkte wurden wie folgt verteilt:
- 5 Punkte bei einem Forfaitsieg
- 4 Punkte bei einem Sieg
- 2 Punkte bei einem Unentschieden
- 0 Punkte bei einer Niederlage (vor möglichen Bonuspunkten)
- −2 Punkte bei einer Forfaitniederlage
- 1 Bonuspunkt bei drei Versuchen mehr als der Gegner
- 1 Bonuspunkt bei einer Niederlage mit weniger als sieben Punkten Unterschied

### Finalphase

#### Barrage
| 13. Mai 2011 21:00 Uhr | ASM Clermont Auvergne | 27 : 17        | Biarritz Olympique                                                                                          | Stade Marcel-Michelin, Clermont-Ferrand Zuschauer: 16.794 Schiedsrichter: Jean-Luc Rebollal |
| 13. Mai 2011 21:00 Uhr | Versuche: James 57. erh. Lapandry 68. erh. Malzieu 73. erh. Erhöhungen: Parra (2/2), James (1/1) Straftritte: Floch (1/1) 14. Parra (1/2) 40.+ | (6:17) Bericht | Versuche: Yachvili 30. erh. Peyrelongue 37. erh. Erhöhungen: Yachvili (2/2) Straftritte: Yachvili (1/2) 20. | Stade Marcel-Michelin, Clermont-Ferrand Zuschauer: 16.794 Schiedsrichter: Jean-Luc Rebollal |

| 14. Mai 2011 16:25 Uhr | Castres Olympique                                                                                     | 17 : 18        | Montpellier Hérault Rugby                                    | Stade Pierre-Antoine, Castres Zuschauer: 10.012 Schiedsrichter: Franck Maciello |
| 14. Mai 2011 16:25 Uhr | Versuche: Diarra 5. erh. Strafversuch 40. erh. Erhöhungen: Teulet (2/2) Straftritte: Teulet (1/4) 54. | (14:9) Bericht | Straftritte: Bustos Moyano (6/7) 8., 29., 33., 44., 49., 71. | Stade Pierre-Antoine, Castres Zuschauer: 10.012 Schiedsrichter: Franck Maciello |

#### Halbfinale
| 27. Mai 2011 21:00 Uhr | Stade Toulousain | 29 : 6         | ASM Clermont Auvergne                        | Stade Vélodrome, Marseille Zuschauer: 56.676 Schiedsrichter: Jérôme Garcès |
| 27. Mai 2011 21:00 Uhr | Versuche: Caucaunibuca (2) 8. erh., 80.+ erh. Erhöhungen: Skrela (1/1), Bézy (1/1) Straftritte: Skrela (4/4) 6., 22., 47., 54. Bézy (1/4) 79. | (13:6) Bericht | Straftritte: Floch (1/1) 15. Parra (1/2) 35. | Stade Vélodrome, Marseille Zuschauer: 56.676 Schiedsrichter: Jérôme Garcès |

| 28. Mai 2011 16:25 Uhr | Racing Métro 92 | 25 : 26          | Montpellier Hérault Rugby | Stade Vélodrome, Marseille Zuschauer: 56.855 Schiedsrichter: Romain Poite |
| 28. Mai 2011 16:25 Uhr | Versuche: Bobo 52. n.erh. Wisniewski 62. erh. Qovu 76. erh. Erhöhungen: Wisniewski (2/3) Straftritte: Steyn (1/1) 4. Wisniewski (1/3) 16. | (6 : 13) Bericht | Versuche: Mirande 33. erh. Fernández 42. erh. Erhöhungen: Bustos Moyano (2/2) Straftritte: Bustos Moyano (4/5) 13., 19., 51., 79. | Stade Vélodrome, Marseille Zuschauer: 56.855 Schiedsrichter: Romain Poite |

#### Finale
| 4. Juni 2011 20:45 Uhr | Stade Toulousain                                            | 15 : 10       | Montpellier Hérault Rugby                                                        | Stade de France, Saint-Denis Zuschauer: 78.000 Schiedsrichter: Patrick Pechambert |
| 4. Juni 2011 20:45 Uhr | Straftritte: Skrela (3/8) 38., 47., 67. Bézy (2/2) 70., 75. | (3:7) Bericht | Versuche: Nagusa 26. erh. Erhöhungen: Bustos Moyano 27. Dropgoals: Trinh-Duc 41. | Stade de France, Saint-Denis Zuschauer: 78.000 Schiedsrichter: Patrick Pechambert |

### Statistik

#### Meiste erzielte Versuche
|    | Name           | Versuche | Verein                    |
| -- | -------------- | -------- | ------------------------- |
| 1. | Maxime Médard  | 15       | Stade Toulousain          |
| 2. | Yoann Huguet   | 12       | Aviron Bayonnais          |
| 3. | Julien Malzieu | 11       | Aviron Bayonnais          |
| 3. | Timoci Nagusa  | 11       | Montpellier Hérault Rugby |
| 5. | Marc Andreu    | 10       | Castres Olympique         |

#### Meiste erzielte Punkte
|    | Name                 | Punkte | Versuche | Erhöhungen | Penaltys | Dropkicks | Verein                    |
| -- | -------------------- | ------ | -------- | ---------- | -------- | --------- | ------------------------- |
| 1. | Jonathan Wisniewski  | 336    | 3        | 33         | 76       | 9         | Racing Métro 92           |
| 2. | Romain Teulet        | 326    | 3        | 31         | 83       | 0         | Castres Olympique         |
| 3. | Martín Bustos Moyano | 283    | 5        | 33         | 64       | 0         | Montpellier Hérault Rugby |
| 4. | Jonny Wilkinson      | 274    | 2        | 21         | 59       | 15        | RC Toulon                 |
| 5. | Jérôme Porical       | 268    | 3        | 26         | 67       | 0         | USA Perpignan             |

## Pro D2
Die reguläre Saison der Pro D2 umfasste 30 Spieltage (je eine Vor- und Rückrunde). Sie begann am 28. August 2010 und dauerte bis zum 8. Mai 2011. Als bestplatzierte Mannschaft stieg Lyon Olympique Universitaire direkt in die Top 14 auf. Die Mannschaften auf den Plätzen 2 bis 5 bestritten ein Playoff und den zweiten Aufstiegsplatz. Diesen sicherte sich die Union Bordeaux Bègles. Die CA Saint-Étienne und Colomiers Rugby mussten in die Amateurliga Fédérale 1.

### Tabelle
T = Absteiger Top 14

F = Aufsteiger Fédérale 1
|     | Team                         | Spiele | Siege | Unent. | Ndlg. | Spiel- punkte | Diff. | Bonus- punkte | Tabellen- punkte |
| --- | ---------------------------- | ------ | ----- | ------ | ----- | ------------- | ----- | ------------- | ---------------- |
| 01. | Lyon Olympique Universitaire | 30     | 21    | 2      | 7     | 705:448       | + 257 | 13            | 101              |
| 02. | FC Grenoble                  | 30     | 19    | 4      | 7     | 767:505       | + 262 | 14            | 98               |
| 03. | SC Albi (T)                  | 30     | 19    | 3      | 8     | 674:524       | + 150 | 10            | 92               |
| 04. | Stade Montois                | 30     | 18    | 0      | 12    | 665:467       | + 198 | 14            | 86               |
| 05. | Union Bordeaux Bègles        | 30     | 18    | 1      | 11    | 727:578       | + 149 | 10            | 84               |
| 06. | FC Auch                      | 30     | 16    | 2      | 12    | 566:559       | + 7   | 11            | 79               |
| 07. | Stade Aurillacois            | 30     | 15    | 1      | 14    | 603:585       | + 18  | 8             | 70               |
| 08. | US Oyonnax                   | 30     | 13    | 3      | 14    | 579:537       | + 42  | 11            | 69               |
| 09. | Section Paloise              | 30     | 15    | 0      | 15    | 630:628       | + 2   | 9             | 69               |
| 10. | US Carcassonne (F)           | 30     | 12    | 2      | 16    | 612:608       | + 4   | 14            | 66               |
| 11. | Pays d’Aix RC                | 30     | 14    | 1      | 15    | 586:650       | - 64  | 5             | 63               |
| 12. | Tarbes Pyrénées Rugby        | 30     | 13    | 1      | 16    | 579:674       | - 95  | 8             | 62               |
| 13. | RC Narbonne                  | 30     | 13    | 0      | 17    | 576:767       | - 191 | 8             | 60               |
| 14. | US Dax                       | 30     | 10    | 1      | 19    | 591:652       | - 61  | 13            | 55               |
| 15. | Colomiers Rugby              | 30     | 10    | 4      | 16    | 488:678       | - 190 | 6             | 54               |
| 16. | CA Saint-Étienne (F)         | 30     | 1     | 1      | 28    | 434:922       | - 488 | 11            | 17               |

Die Punkte wurden wie folgt verteilt:
- 5 Punkte bei einem Forfaitsieg
- 4 Punkte bei einem Sieg
- 2 Punkte bei einem Unentschieden
- 0 Punkte bei einer Niederlage (vor möglichen Bonuspunkten)
- −2 Punkte bei einer Forfaitniederlage
- 1 Bonuspunkt bei drei Versuchen mehr als der Gegner
- 1 Bonuspunkt bei einer Niederlage mit weniger als sieben Punkten Unterschied

### Playoff um den zweiten Aufstiegsplatz
Halbfinale
| 14. Mai 2011 | SC Albi | 21 : 16 n. V. | Stade Montois | Stadium Municipal, Albi |
| 14. Mai 2011 |         |               |               | Stadium Municipal, Albi |

| 15. Mai 2011 | FC Grenoble | 12 : 19 | Union Bordeaux Bègles | Stade Lesdiguières, Grenoble |
| 15. Mai 2011 |             |         |                       | Stade Lesdiguières, Grenoble |

Finale
| 22. Mai 2011 | SC Albi | 14 : 21 | Union Bordeaux Bègles | Stade Armandie, Agen |
| 22. Mai 2011 |         |         |                       | Stade Armandie, Agen |